# Kumarghat
Kumarghat è una suddivisione dell'India, classificata come nagar panchayat, di 11.591 abitanti, situata nel distretto del Tripura Settentrionale, nello stato federato del Tripura. In base al numero di abitanti la città rientra nella classe IV (da 10.000 a 19.999 persone).

## Società

### Evoluzione demografica
Al censimento del 2001 la popolazione di Kumarghat assommava a 11.591 persone, delle quali 6.069 maschi e 5.522 femmine. I bambini di età inferiore o uguale ai sei anni assommavano a 1.410, dei quali 703 maschi e 707 femmine. Infine, coloro che erano in grado di saper almeno leggere e scrivere erano 9.207, dei quali 5.037 maschi e 4.170 femmine.